# Ервін Куман
Е́рвін Ку́ман (нід. Erwin Koeman, *20 вересня 1961, Зандам, Північна Голландія) — нідерландський футбольний тренер, у минулому — футболіст, півзахисник збірної Нідерландів та низки європейських клубів. Старший брат іншого відомого нідерландського футболіста Рональда Кумана.
Чемпіон Європи 1988 року у складі збірної Нідерландів. Дворазовий чемпіон Нідерландів, чемпіон Бельгії, володар Кубка Кубків УЄФА.
З липня 2021 року очолює тренерський штаб «Бейтара» (Єрусалим).

## Клубна кар'єра
Розпочав професійні виступи в сезоні 1978—79 років у нідерландському клубі «Гронінген» з однойменного міста. 1979 року перейшов до клубу ПСВ, у складі якого провів три сезони, після чого ще на три сезони повернувся до «Гронінгена».
Найвдалішими з точки зору здобуття трофеїв були 5 сезонів протягом 1985—1990 років, які Куман провів у бельгійському «Мехелені». За ці роки гравець здобув титули чемпіона Бельгії та володаря Кубка країни, а 1988 року разом з командою виборов Кубок Кубків УЄФА та, здолавши чинного чемпіона Європи, свою колишню команду ПСВ, Суперкубок УЄФА.
1990 року повернувся до Нідерландів, де відіграв 4 сезони у складі ПСВ, двічі, 1991 та 1992 року, ставши чемпіоном країни. Завершив професійну футбольну кар'єру 1998 року у тому ж клубі, в якому її розпочинав, — у «Гронінгені».

## Виступи за збірну

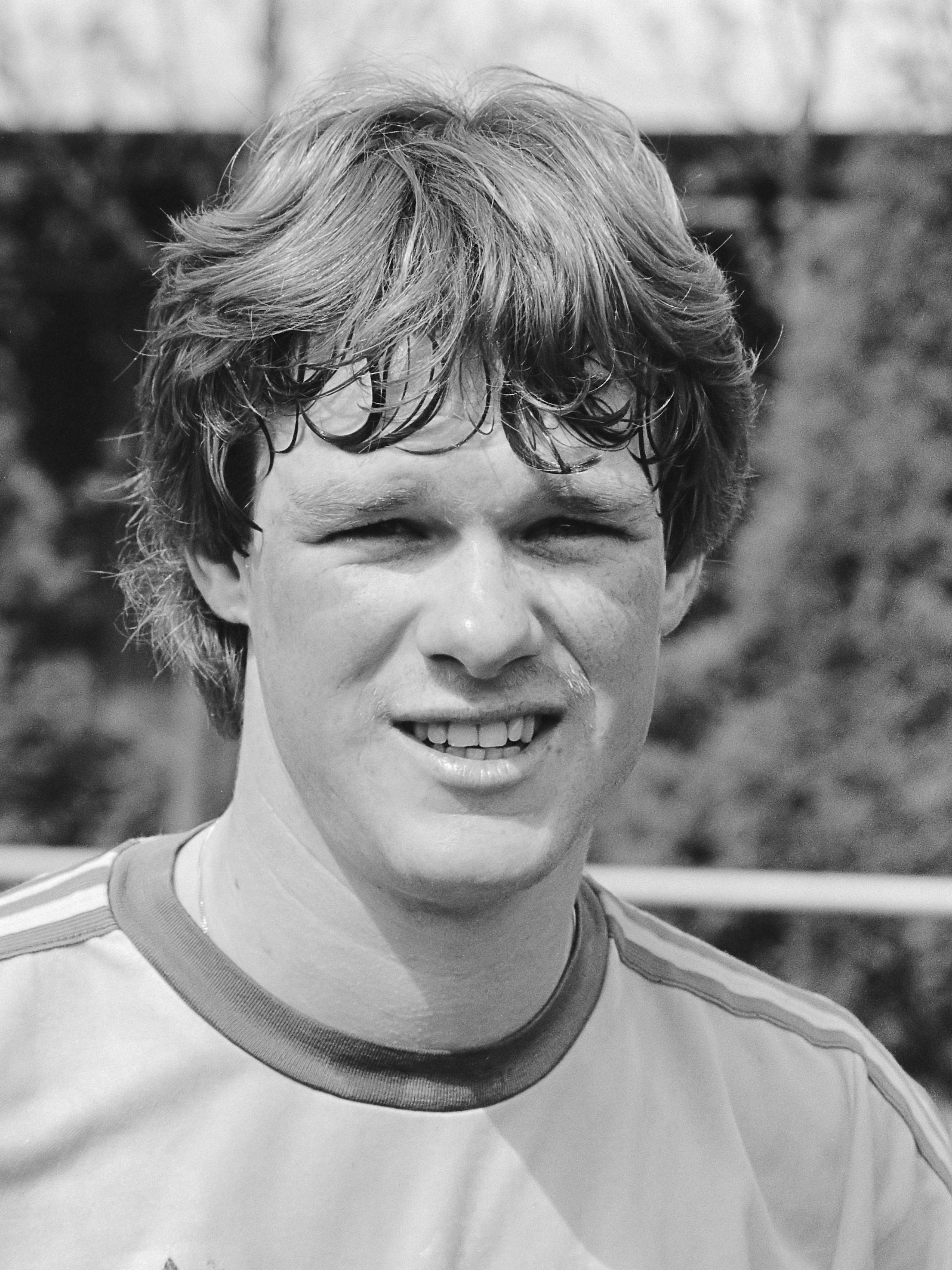
Ервін Куман 1983 року у формі збірної.

У складі збірної Нідерландів дебютував 1983 року. Початковий етап кар'єри гравця у збірній було затьмарено постійною неспроможністю команди подолати кваліфікаційний бар'єр на шляху до фінальної частини великих турнірів. Нідерланди не пройшли кваліфікаційний етап Євро 1984 та Кубку світу 1986.
Після низки подібних розчарувань справжнім святом для усього голландського футболу став Євро 1988, на якому збірна Нідерландів не лише подолала кваліфікаційний раунд, але й уперше в історії здобула континентальний чемпіонський титул. Поступившись у першому матчі групового турніру збірній СРСР 0‑1, Нідерланди взяли реванш у фіналі з рахунком 2‑0. На цьому чемпіонаті Ервін Куман провів 4 матчі, включаючи фінальну гру.
На Кубку світу 1990 в Італії збірна Нідерландів вибула з боротьби, поступившись з рахунком 1‑2 збірній ФРН вже на стадії 1/8 фіналу. В рамках цього турніру Ервін Куман брав участь лише в одній грі — матчі проти збірної Єгипту на груповому етапі.
Продовжував грати за національну команду до 1994 року, виступаючи у товариських та відбіркових іграх. До заявки збірної на фінальні турніри Чемпіонату Європи 1992 та Чемпіонату світу 1994, у яких вона брала участь, не потрапляв.

## Тренерська кар'єра
По завершенні ігрової кар'єри повернувся 1998 року до ПСВ, де спочатку тренував молодіжний склад клубу, а з жовтня 2001 року перейшов як асистент до тренерського штабу головної команди.
Перший досвід роботи на посаді головного тренера здобув протягом сезону 2004—05 у клубі «Валвейк», який на той час був середняком елітного дивізіону чемпіонату Нідерландів та по результатах сезону посів 8 рядок турнірної таблиці. А вже наступного сезону Ервін Куман змінив іншого молодого нідерландського тренера Рууда Гулліта на тренерському містку одного з найбільш титулованих клубів кроїни роттердамського «Феєнорда». У сезоні 2005—06 під керівництвом Кумана команда виборола бронзові нагороди національної першості, однак вже наступного розіграшу її результати суттєво погіршилися і у травні 2007 року головний тренер вирішив піти у відставку ще до завершення сезону.
Після майже річної перерви у тренерській кар'єрі 1 травня 2008 року Ервін Куман очолив національну збірну Угорщини. 23 липня 2010 року був звільнений із цієї посади.
Повернувшись на батьківщину, перед початком сезону 2011/12 був призначений головним тренером «Утрехта», утім звільнився вже за декілька місяців, пояснивши своє рішення незгодою із продажем клубом декількох ключових гравців.
З березня по червень 2012 року тренував «Ейндговен», після чого повернувся на тренерський місток «Валвейка», команду якого очолював протягом двох сезонів.
У червні 2014 року прийняв пропозицію від свого молодшого брата Рональда Кумана увійти до очолюваного ним тренерського штабу англійського «Саутгемптона» на позицію асистента. Після двох років роботи із цією командою родинний тренерський тандем перебрався до «Евертона», де пропрацював протягом сезону.
Влітку 2018 року став асистентом іншого співвітчизника Філліпа Коку у тренерському штабі турецького «Фенербахче». Після перших 15 матчів сезону, в яких стамбульська команда здобула лише три перемоги, Коку був звільнений, і Ервін Куман став виконувачем обов'язків головного тренера «Фенербахче». Під його керівництвом стамбульці провели дев'ять ігор, по три рази вигравши, програвши і зігравши унічию.
У лютому 2019 року очолив тренерський штаб національної збірної Оману. Під його керівництвом оманці вдало стартували у відборі на чемпіонат світу 2022 року, здобувши чотири перемоги у п'яти матчах. Утім згодом команда провалила Кубок націй Перської затоки 2019, де мала статус чинного володаря трофею, але вибула з боротьби вже після групового етапу. Після цього турніру нідерландського спеціаліста було звільнено.
У липні 2021 року очолив тренерський штаб ізраїльського «Бейтара» (Єрусалим).

### Тренерська ститистика
Станом на 13 вересня 2021
| Команда             | З             | По           | Статистика | Статистика | Статистика | Статистика | Статистика |
| Команда             | З             | По           | І          | В          | Н          | П          | % В        |
| ------------------- | ------------- | ------------ | ---------- | ---------- | ---------- | ---------- | ---------- |
| «Валвейк»           | липень 2004   | червень 2005 | 38         | 15         | 10         | 13         | 39,47      |
| «Феєнорд»           | липень 2005   | травень 2007 | 81         | 38         | 21         | 22         | 46,91      |
| Угорщина            | квітень 2008  | липень 2010  | 20         | 7          | 4          | 9          | 35,00      |
| «Утрехт»            | липень 2011   | жовьень 2011 | 10         | 3          | 4          | 3          | 30,00      |
| «Ейндговен»         | березень 2012 | червень 2012 | 9          | 3          | 2          | 4          | 33,33      |
| «Валвейк»           | липень 2012   | червень 2014 | 75         | 18         | 23         | 34         | 24,00      |
| «Фенербахче»        | листопад 2018 | грудень 2018 | 9          | 3          | 3          | 3          | 33,33      |
| Оман                | лютий 2019    | грудень 2019 | 12         | 8          | 2          | 2          | 66,67      |
| «Бейтар» (Єрусалим) | липня 2021    | досі         | 7          | 1          | 2          | 4          | 14,29      |
| Разом               | Разом         | Разом        | 261        | 96         | 71         | 94         | 36,78      |

## Титули і досягнення
У складі клубу
- «Мехелен»
  - Чемпіон Бельгії (1): 1988–89
  - Володар Кубка Бельгії (1): 1986–87
  - Володар Кубка Кубків УЄФА (1): 1987–88
  - Володар Суперкубка Європи (1): 1988
- ПСВ
  - Чемпіон Нідерландів (2): 1990–91, 1991–92
  - Володар Суперкубка Нідерландів (1):  1992

У складі збірної
- Нідерланди
  - Чемпіон Європи (1): 1988